# Mikael Ymer
Mikael Ymer, folkbokförd som Mikael Wondwosen Yemer, född 9 september 1998 i Skara domkyrkoförsamling, Skaraborgs län, är en svensk professionell tennisspelare. Han är yngre bror till Elias Ymer.
Ymer spelade sin första match i en ATP-turnering i oktober 2015 när han mötte Alexander Zverev i Stockholm Open. Han debuterade i Davis Cup senare samma månad och vann då mot Frederik Löchte Nielsen.

## Bakgrund
Mikael Ymers far Yemer Wondwosen flydde från Etiopien till Sverige 1987 på grund av kriget mot Eritrea. Han kom till Skara där han träffade Kelemework, även hon från Etiopien, och de fick tillsammans tre söner, varav Mikael Ymer är näst äldst. Fadern Yemer Wondowsen är livsmedelsingenjör, medan modern Kelemwork är läkare. År 2012 flyttade familjen från Skara till Bromma för att bröderna skulle gå på Good to Great Tennis Academy och bli tränade av bland andra Magnus Norman.

## Kontroverser
Mikael Ymer blev diskad efter ett raseriutbrott i ATP-turneringen 24 maj 2023 i Lyon. Ymer diskades efter att ha slagit sönder domarstolen i åttondelsfinalen efter en tappad serve.
Den 17 juli 2023 meddelade Idrottens skiljedomstol, Cas, att Ymer stängs av under 18 månader för dopingöverträdelse. Efter att Cas släppt domen mot Ymer, framgick det att han ljugit vid flera tillfällen gällande frånvaro från dopingkontroll.
Den 25 augusti 2023 meddelade Mikael Ymer via sociala medier att han avslutar sin professionella tenniskarriär, men han ångrade sig senare och gjorde comeback efter dopningsavstängningen i januari 2025.